# Palyul

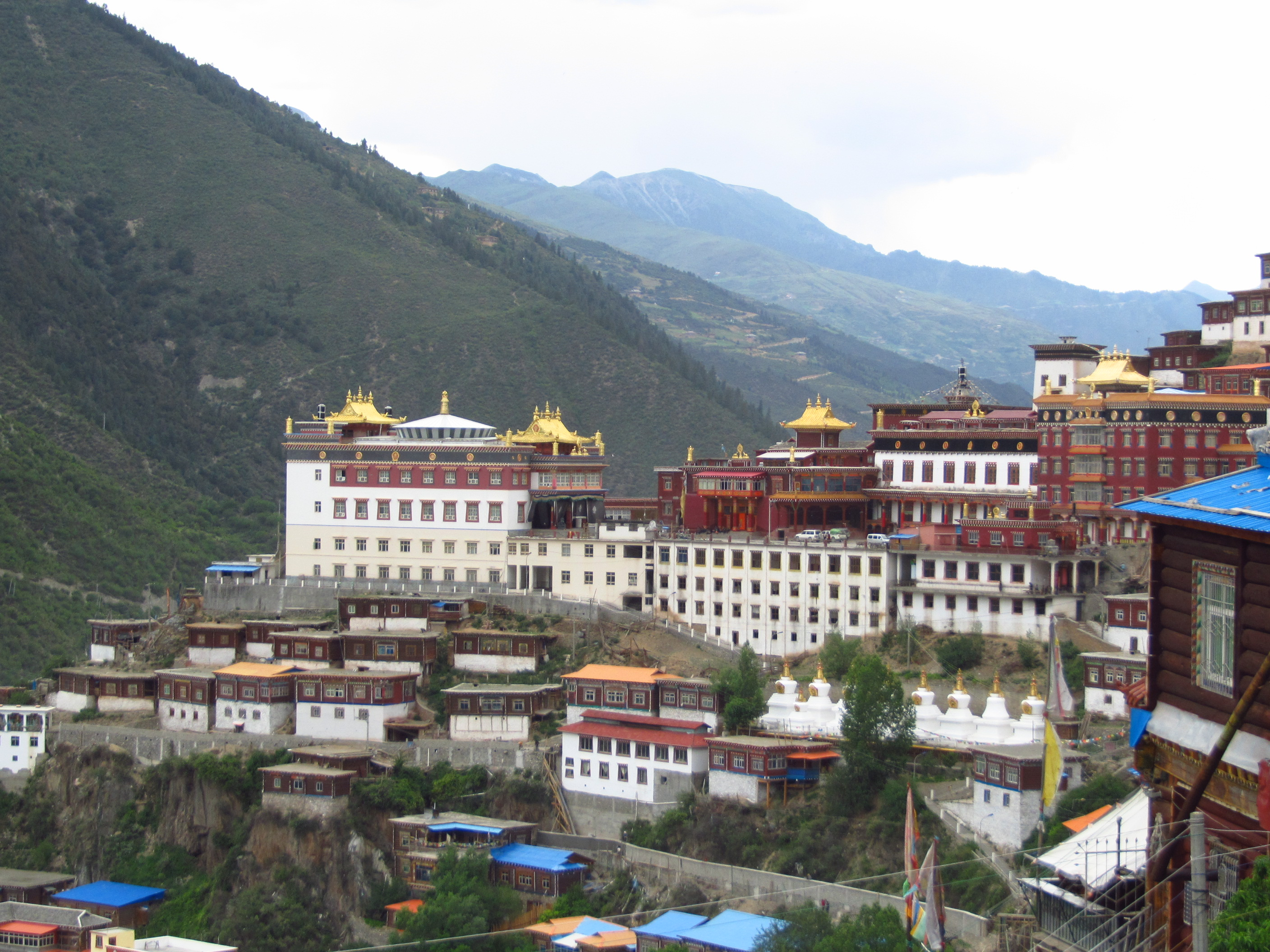
La partie inférieure du monastère de Palyul

Palyul est l'un des six monastères mères de la tradition Nyingmapa du bouddhisme tibétain. Fondé en 1665 par Rigdzen Kunzang Sherab, le monastère est le siège du Terma Nam Cho du Terton Mingyour Dorje. Penor Rinpoché était le 11e détenteur du trône de la lignée de Palyul.

## Lignée de Palyul
- Chöku Kutuzangpo (Dharmakaya Samantabhadra)
- Durgpa Dorjé Changchen (Vajradhara)
- Dorje Sempa (Vajrasattva)
- Thugjé Chenpo Chenresig (Avalokitesvara)
- Lopön Garab Dorje
- Jampel Shenyen
- Lopön Shiri Singha
- Yeshe Do
- Pema Junge (Padmasambhava)
- Gelong Namkhai Nyingpo
- Khandro Yeshe Tsogyal
- Nanam Dorjé Dudgom
- Lhase Mutri Tsenpo
- Tertön Zangpo Drakpa
- Trulku Rigdzin Chenpo
- Kunpang Dönyöd Gyaltsen
- Gyudzin Sönam Chogzang
- Trubthob Thangthong Gyalpo
- Jangsem Kunga Nyima
- Trulshig Tayakeuri
- Tsenchen Tayabenza
- Chöjé Bodhi Singha
- Tulku Tashi Gyatso
- Drubwang Tonpa Sengge
- Tulku Chönyi Gyatso
- Terton Mingyour Dorje
- Khechog Karma Chagme

## Fondation et succession des détenteurs du trône de Palyul
- Rigdzin Kunzang Sherab
- Pema Lhundrub Gyatso
- Drubwang Pema Norbu
- Karma Tashi
- Drenchog Karma Lhawang and Karma Dondam
- Gyurme Nyedon Tenzin
- Pema Dhongag Tendzin
- Dhongag Chökyi Nyima
- Pedma Kunzang Tendzin Norbu
- Thegchog Nyingpo
- Drubwang Pedma Norbu Rinpoché

## Monastère de Palyul dans le Nord de l'Inde
Un monastère de Palyul a été établi en exil à Bir, dans le Nord de l'Inde, par Dzonang Rinpoché un proche de Penor Rinpoché. Son responsable spirituel est actuellement Ringou Tulkou Rimpotché, abbé du monastère.